# Pseudapis oxybeloides
Pseudapis oxybeloides är en biart som först beskrevs av Smith 1875.  Pseudapis oxybeloides ingår i släktet Pseudapis och familjen vägbin. Inga underarter finns listade i Catalogue of Life.